# Bishwo Airways
Bishwo Airways war ein Projekt einer nepalesischen Fluggesellschaft mit Sitz in Kathmandu.

## Geschichte
Bishwo Airways wurde 2014 gegründet und war eine Tochtergesellschaft der singapurischen Bishwo Holdings.
Zur Abwicklung des Frachtaufkommens hatte Bishwo Airways im Januar 2016 einen Fünf-Jahres-Vertrag mit InteliSys Aviation Systems abgeschlossen.
Die Fluggesellschaft ist nie gestartet.

## Flugziele
Bishwo Airways plante internationale Flüge nach Asien, Europa und den Mittleren Osten.

## Flotte
| Flugzeugtyp            | Anzahl | Absichtserklärungen | Anmerkungen                                               |
| ---------------------- | ------ | ------------------- | --------------------------------------------------------- |
| Airbus A330-200        |        | 2                   | Der Flugbetrieb hätte noch 2015 aufgenommen werden sollen |
| Suchoi Superjet 100-95 |        | 5                   |                                                           |
| Gesamt                 | –      | 7                   |                                                           |